# خانقاه صفی‌علی‌شاهی
صفی‌علی‌شاه، پس از دو سال اقامت در هندوستان برای زیارت مشهد به ایران بازگشت. وی در سال ۱۲۸۸ هجری قمری که قحطسالی در تهران بیداد می‌کرد و به همین دلیل سال مجاعه خوانده شد، در تهران توقف نمود. محل سکونت وی ابتدا در حیاط شاهی کوچه خدابنده لو و بعد در محله پامنار تهران بود. تا اینکه مریدان وی در تهران زیاد شدند و از جمله عبدالمحمد میرزا سیف‌الدوله، فرزند عضدالدوله، که فرزند فتحعلیشاه و برادر بزرگ عین الدوله محسوب می‌شد، به جمع مریدان صفی پیوست. وی که از جمله ملاکین و ثروتمندان تهران بود، در سال ۱۲۹۴ هجری قمری قطعه زمین بزرگی را که در باغ سپهسالار واقع بود، به صفی واگذار نمود. بعضی گفته‌اند که مساحت این قطعه زمین، دو هزار زرع بوده‌است، اما مدرسی چهاردهی که ظاهراً از اسناد ملکی مربوط به زمین در خانواده صفی اطلاع داشته‌است، می‌نویسد که مساحت این زمین در ابتدا، هزار و هشتصد زرع بوده‌است.
تا زمانی که صفی در حیاط شاهی سکونت داشت، سیف الدوله ساختمان خانقاه را ساخت و بعدها صفیعلیشاه با یاری مریدان خویش خانقاه مذکور را تکمیل نمود. بعد از ساخت این بنا، صفی محل سکونت دائم خویش را بدین محل انتقال داد. در یکی از بخش‌های این خانقاه، سه اتاق وصل بهم وجود داشت که در اتاق اولی صفی مریدان را مشرف به فقر می‌کرد؛ و درخت تناوری در حیاط پا بر جا است که صفی با دست خود غرس کرده‌است؛ و در منزل دیگری اتاق‌های کوچک به عرض یک متر و طول دو متر جهت ریاضت مریدان قرار داد؛ و خود او هم پس از مرگ در این خانقاه به خاک سپرده شد.
پس از مرگ صفیعلیشاه، مقبره‌ای بر مزار او توسط حاجی سیف الدوله بنا شد. وی که در آن زمان حاکم ملایر بود و به لحاظ فقری از مشایخ صفی محسوب می‌شد، در سال ۱۳۲۴ هجری قمری مقبره صفیعلیشاه را در خانقاه او بنا نمود. به سرمایهٔ وی و توسط معمار حاجی حسین، برای آرامگاه صفی، گنبد و بارگاهی ساخته شد که هفت متر ارتفاع داشت و دوازده ستون در محوطه آن در نظر گرفته شده بود.
بدستور حاجی سیف الدوله همچنین کاشی‌کاری زیبایی برای آرامگاه صورت گرفت که بر روی آن عمادالکتاب با خط نستعلیق زیبا و برجسته، مخمس مشهور صفی (خواهم ایدل محو دیدارت کنم) را نوشت. تاریخ این اقدام بر اساس مندرجات همان کاشی‌ها در سال ۱۳۳۲ هجری قمری بود. در ضمن بر کاشی کاری مذکور، عکس‌های برجسته‌ای از صفیعلیشاه و حاجی سیف الدوله و سعدی و شاه نعمة اللَّه و نورعلیشاه و شمس و حافظ و سلطان سلیم به چشم می‌خورد و آینه کاریِ زیبایی نیز برای آن تعبیه شده‌است.
چند سال بعد از مرگ صفیعلیشاه، بانو شمس الضحی، دختر وی (که به خاطر نام فامیلی شوهرش مهندس نشاط، با نام خانوادگی نشاط اصفهانی شناخته می‌شد)، کلیه ساختمان‌های خانقاه را به عنوان ارث پدرش و ملک شخصی تصرف کرد. هادی مولوی گیلانی (وفاعلیشاه)، که خود را جانشین صفیعلیشاه و صفاعلیشاه (ظهیرالدوله) می‌دانست، ضد این عمل به دادگستری شکایت نمود و این دعوای قضایی تا مدت‌ها ادامه داشت. تا اینکه در نهایت حاج سید نصراللَّه تقوی خانقاه را تقسیم نموده و بخشی از آن به ورثه صفی و قسمتی دیگر از ساختمان آن، مثل سابق به خانقاه اختصاص داده شد.
ورثه صفی بخش عمده سهم خود را به فروش رسانیدند. اما بعدها انجمن اخوت دو منزل دیگر را که مجاور خانقاه بود را خریداری کرده و ضمیمه خانقاه نمودند.
خانقاه صفیعلیشاهی در زمانی که تیمسار سپهبد آق اولی مسئولیت انجمن اخوت و ریاست هیئت امنای خانقاه را بر عهده داشت، تعمیر اساسی گردید. در این زمان اتاق موزه‌ای نیز، از اسباب و ابزار درویشی تهیه شد و در خانقاه به معرض تماشا گذاشته شد. در همین زمان بود که دو خانه مجاور مقبره نیز خریداری شده و بخانقاه ملحق گردید. کشکول بزرگی نیز که به اندازه حوض کوچکی بود، در صحن حیاط مقابل درب خانقاه نصب شد و بر روی سر درب مقبره نیز، این جملات نوشته شد: «مرقد پاک و مزار تابناک مرشد راه و پیر دل آگاه حاج میرزا حسن صفی علیشاه که تجدید ساختمان آن بوسیله انجمن اخوت در سال ۱۳۴۴ خورشیدی پایان یافت».
در این ارتباط مدرسی چهاردهی نوشته‌است:
در سال ۴۳ و ۴۴ شمسی بدستور سپهبد آق اولی رئیس انجمن سرپوش مقبره و داخل صحن مزار و آئینه کاری آن مرمت کامل بعمل آمد و ترجیع بند خواهم ایدل محو دیدارت کنم با خط عماد الکتاب روی کاشی اطراف مقبره نوشته شده عکس سعدی و مولوی روی کاشی نقش گردیده عکس صفی و سیف الدوله بر روی کاشی هر یک علی‌حده در اتاق مقبره منقش و عکسی از حضرت علی ع روی چرم نقاشی شده و عکس بزرگی از صفی وسیله والی نقاشی شده (والی اخیراً جزو مدعیان شده‌است) در سالون خانقاه نصب گردیده‌است.
امروزه مقبره صفی محل زیارت پیروان وی است و حاجی سیف الدوله با اینکه محلی برای قبر خود در جوار صفی پیش‌بینی کرده بود، در مزار صفی مدفون نیست و اکنون همه روزه خانقاه صفی محل برگزاری مجالس ختم زنانه و مردانه‌است و گهگاه در برخی اعیاد مراسم جشنی هم با حضور دراویش در آن برگزار می‌شود. همچنین، شب‌های دوشنبه (یکشنبه شب) و شب‌های جمعه (پنجشنبه شب) مجالس فقری و عرفانی و تشکیل حلقه ذکر و فکر در جوار آرامگاه صفی، طبق رسوم اکثر سلاسل متصوفه، برقرار است.
اکنون خانقاه و مزار صفی در این محل قرار گرفته‌است و خیابان صفی علیشاه (منشعب از میدان بهارستان تهران) و خیابان خانقاه و کوچه صفی در اطراف این خانقاه می‌باشند.